# Callicarpa longissima
Callicarpa longissima là một loài thực vật có hoa trong họ Hoa môi. Loài này được (Hemsl.) Merr. mô tả khoa học đầu tiên năm 1917.